# Icaricia icarioides
Icaricia icarioides là một loài bướm ngày thuộc họ Lycaenidae. Loài này được ghi nhận có 25 phân loài nhỏ.
Loài này đã được phân loại trong ít nhất bốn chi khác nhau kể từ khi nó được Jean Baptiste Boisduval đặt tên vào năm 1852. Ban đâu, nó được xếp vào chi Lycaena, rồi được chuyển đến chi Icaricia bởi Nabokov (Hodges et al., 1983), sau đó tiếp tục chuyển đến chi Aricia bởi Bálint và Johnson (1997), hợp nhất với một số chi khác trong siêu chi Plebejus của Gorbunov (2001), được chấp nhận bởi Opler & Warren (2003) và Pelham's Catalog (2012);  tuy nhiên, Lamas (2004) và một số người khác vẫn sử dụng Aricia. Gần đây, nó đã được chuyển trở lại chi Icaricia, do kết quả của các nghiên cứu phân tử (Vila et al., 2011; Talavera et al., 2013). Từ đồng nghĩa, phân loài khác nhau đáng kể tùy thuộc vào tác giả.

## Loài tương tự
- Icaricia saepiolus
- Glaucopsyche lygdamus

## Phân loài
- Icaricia icarioides albihalos[3]
- Icaricia icarioides argusmontana[4]
- Icaricia icarioides atascadero[5]
- Icaricia icarioides austinorum[6]
- Icaricia icarioides blackmorei - Puget blue[7]
- Icaricia icarioides buchholzi[8]
- Icaricia icarioides eosierra[9]
- Icaricia icarioides evius[10]
- Icaricia icarioides fenderi – Fender's blue[11]
- Icaricia icarioides fulla[12]
- Icaricia icarioides helios[13]
- Icaricia icarioides icarioides[14]
- Icaricia icarioides inyo[15]
- Icaricia icarioides lycea[16]
- Icaricia icarioides missionensis – Mission blue[17]
- Icaricia icarioides montis[18]
- Icaricia icarioides moroensis[19]
- Icaricia icarioides nigrafem
- Icaricia icarioides panamintina[20]
- Icaricia icarioides parapheres[21]
- Icaricia icarioides pardalis[22]
- Icaricia icarioides pembina[23]
- Icaricia icarioides pheres (extinct)[24]
- Icaricia icarioides sacre
- Icaricia icarioides santana[25]

## Hình ảnh

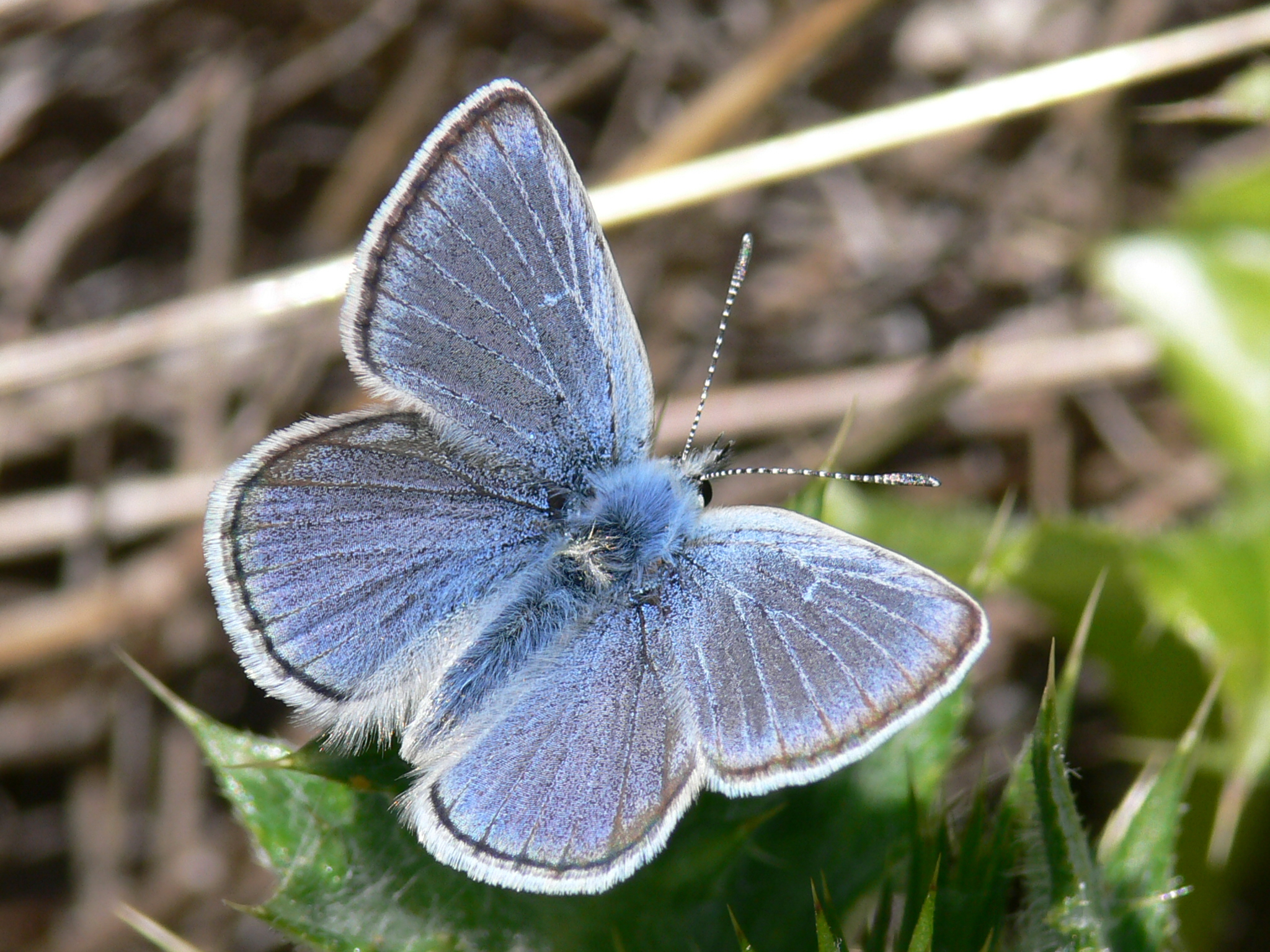
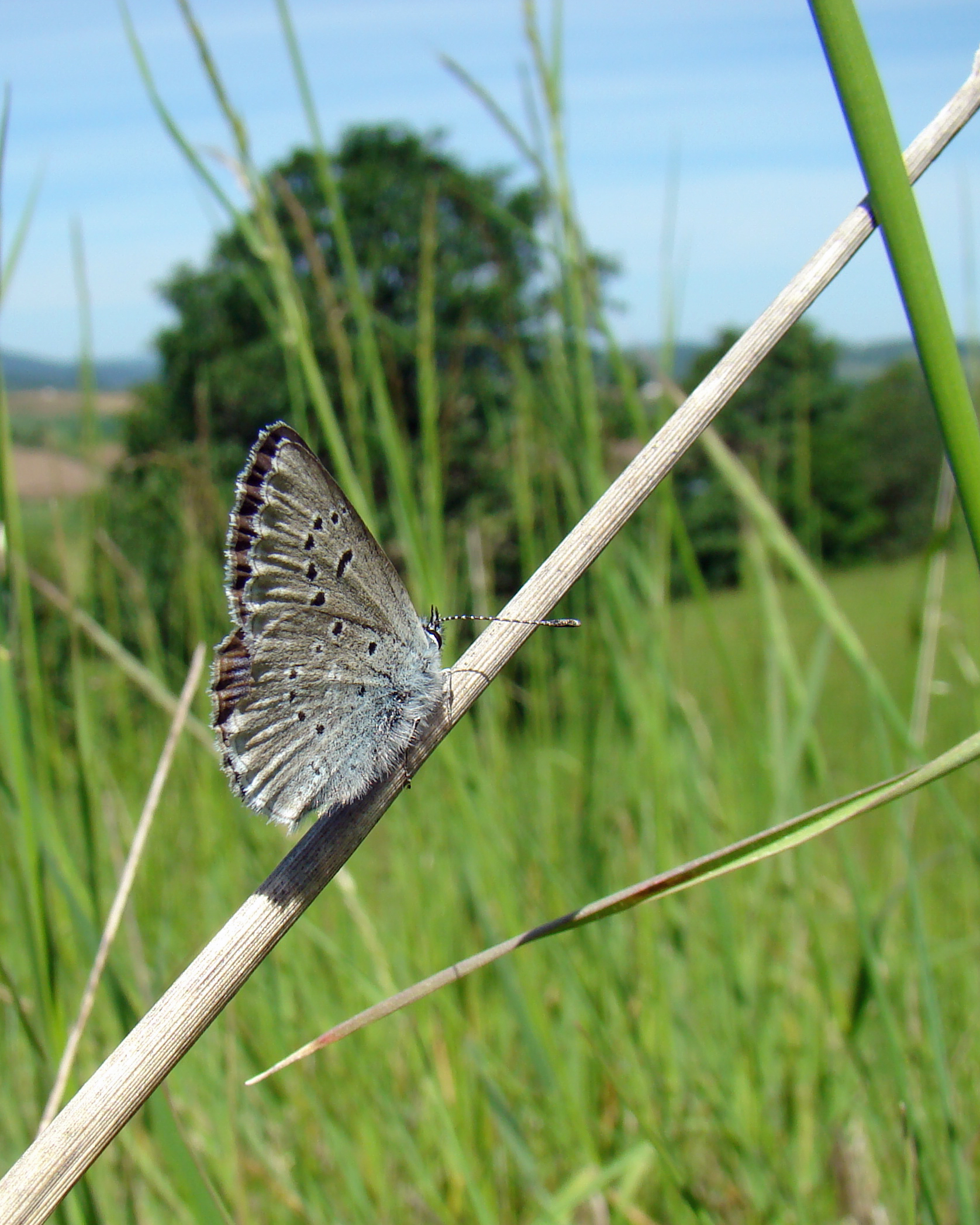